# Кактолга
Кактолга — село в Газимуро-Заводском районе Забайкальского края России. Административный центр сельского поселения «Кактолгинское».

## География
Село находится в восточной части Забайкальского края, на левом берегу реки Газимур, на расстоянии примерно 158 км (по прямой) к северо-востоку от села Газимурский Завод, административного центра района.

### Климат
Климат резко континентальный со средними температурами в январе −26 ÷ −28 °С (абс. минимум −48 °С), в июле + 18 ÷ +20 °С (абс. максимум +38 °С). Количество выпадающих осадков — от 300 до 500 мм/год. Продолжительность вегетационного периода составляет 130—150 дней.

### Часовой пояс
Село Кактолга находится в часовой зоне МСК+6. Смещение применяемого времени относительно UTC составляет +9:00.

## История
Упоминается впервые в 1856 году. Образовано в XIX веке на месте тунгусского улуса. В советское время действовал совхоз.

## Население
| 1989 | 2002 | 2010 | 2021 |
| ---- | ---- | ---- | ---- |
| 472  | ↘405 | ↘339 | ↘282 |

### Национальный состав
Согласно результатам переписи 2002 года, в национальной структуре населения русские составляли 100 % из 405 чел.

## Инфраструктура
В селе действуют средняя школа, детсад, дом культуры, библиотека, фельдшерско-акушерский пункт.

## Достопримечательности
Недалеко от села находится Кучугайская пещера.